# Tinlay Kunchap
Tinlay Kunchap (tibétain : འཕྲིན་ལས་ཀུན་ཁྱབ, Wylie : 'phrin las kun khyab), né le 10 février 1948 a été reconnu comme 13e Shamar Rinpoché par le 16e karmapa et installé au monastère de Tsourphou. Il est mort environ un après sa naissance en 1950.
Son successeur, Mipham Chokyi Lodro, reconnu comme 14e Shamar Rinpoché, est né dans la famille de son oncle, Rangjung Rigpe Dorje, le 16e karmapa, comme son frère Jigmé Rinpoché,